# Lípa v Čížkově
Lípa v Čížkově je památný strom ve vsi Čížkov. Více než dvěstěpadesátiletá lípa malolistá (Tilia cordata) roste na návsi u farního kostela sv. Jana Křtitele v nadmořské výšce 580 m. Kmen má obvod 400 cm a koruna stromu dosahuje do výšky 23 m (měření 2003). Strom je chráněn od roku 1976 pro svůj vzrůst, jako součást památky a jako krajinná dominanta.

## Stromy v okolí
- Dub v Zahrádce